# Лешли, Карл Спенсер
Карл Спе́нсер Ле́шли (англ. Karl Spencer Lashley; 7 июня 1890, Дейвис, штат Западная Виргиния, США — 7 августа 1958, Пуатье, Франция) — американский психолог и физиолог, специалист в области поведенческой психологии и нейропсихологии.
Член Национальной академии наук США (1930), иностранный член Лондонского королевского общества (1951).
Лешли известен своими исследованиями связи характеристик головного мозга со способностями к обучению и механизмами памяти.

## Биография
Карл Спенсер Лешли родился 7-го июня 1890 года в Дейвисе, штат Западная Вирджиния. Обучался сначала в Университете Западной Вирджинии, затем Питтсбургском университете. В 1914 году получил степень доктора философии, защитив диссертацию по зоологии в Университете Джонса Хопкинса. Во время работы над диссертацией сотрудничал с одним из основателей американского бихевиоризма Джоном Уотсоном, совместно которым Лешли занимался изучением поведения животных. Начав свою карьеру как сотрудник этого университета и больницы св. Елизаветы в Вашингтоне, с 1917 по 1924 год работал в Университете Миннесоты. В 1920 году стал адъюнкт-профессором психологии Университета Миннесоты, где за плодотворные исследования функций мозга получил звание профессора. В 1926—1929 годах работал в Научно-исследовательском фонде изучения поведения в Чикаго, а с 1929 года — в Чикагском университете. В 1935 году принял приглашение Гарвардского университета, где проработал до 1955 года. В 1942 году Лешли сменил Роберта Йеркса на посту директора лаборатории биологии приматов в Ориндж-Парке, штат Флорида. В годы его руководства лабораторией поддержку получили исследования в области экспериментальной психологии, которые проводили Дональд Хебб, Роджер Сперри и Карл Прибрам.

## Научная деятельность
Лешли разрабатывал проблему локализации психических функций, используя метод удаления у животных различных частей головного мозга. Первоначально исходил из предположения о равнозначности разных участков. Результаты его экспериментов были опубликованы в 1929 году в его книге «Механизмы мозга и интеллект» (Brain Mechanisms and Intelligence), в которой учёный отстаивает два важнейших принципа:
- массовое действие — некоторые типы обучения опосредуются корой головного мозга как целым. Этот принцип противоположен представлениям, что каждая психологическая функция локализована в определенной зоне коры. В экспериментах с крысами Лешли удостоверился, что невозможно локализовать механизмы памяти в каком-то из отделов мозга, что память распределена в коре головного мозга.
- эквипотенциальность (равноценность) касается прежде всего отделов мозга управляющих органами чувств, например зрением. При повреждении участков коры головного мозга, ответственных за определенные функции механизмов органов чувств, другие участки мозга берут на себя функции поврежденных зон.

Таким образом, Лешли доказал несостоятельность представлений о мозговой локализации, согласно которым даже наиболее сложные функции мозга жестко привязаны к специфическим анатомическим субстратам, противопоставив этому положение о пластичности высших отделов головного мозга и функциональной многозначности его структур. Его работы послужили отправным пунктом в разработке современных представлений о мозговой организации высших психических функций человека.
Отвергая принцип локализации рефлекторных, в том числе условно-рефлекторных актов, Лешли выступил против учения И. П. Павлова. В дальнейшем он отказался от своей крайней позиции и принципа эквипотенциальности любых частей мозга в выработке навыков и решении интеллектуальных задач.

## Труды

### Издания на английском языке
- 1923 «The behavioristic interpretation of consciousness.» Psychological Review
- 1929 «Brain mechanisms and intelligence.»
- 1930 «Basic neural mechanisms in behavior.» Psychological Review
- 1932 «Studies in the dynamics of behavior.» University of Chicago Press.
- 1935 «The mechanism of vision», Part 12: Nervous structures concerned in the acquisition and retention of habits based on reactions to light. Comparative Psychology Monographs 11: 43—79.
- 1943 «Studies of Cerebral Function in Learning», Journal of Comparative Neurology vol. 79.
- 1950 «In search of the engram.» Society of Experimental Biology Symposium 4: 454—482.
- 1951 «The problem of serial order in behavior.» Cerebral Mechanisms in Behavior

### Издания на русском языке
- Лешли К. С. Основные нервные механизмы поведения, 1930.
- Лешли К. С. Роль массы нервной ткани в функциях головного мозга, 1932.
- Лешли К. С. Мозг и интеллект. Пер. с англ. А. А. Нусенбаума под ред. Л. С. Выготского с предисл. И. Д. Сапира. М.-Л., Огиз-Соцэкгиз, 1933.